# Taxi, Mister
Taxi, Mister è un film del 1943 diretto da Kurt Neumann.
È un film commedia statunitense con William Bendix, Grace Bradley e Joe Sawyer. È il seguito di Brooklyn Orchid e The McGuerins from Brooklyn del 1942.

## Produzione
Il film, diretto da Kurt Neumann su una sceneggiatura di Clarence Marks e Earle Snell, fu prodotto da Fred Guiol, come produttore associato, per la Hal Roach Studios e girato negli Hal Roach Studios a Culver City, California.

## Distribuzione
Il film fu distribuito negli Stati Uniti dal 14 aprile 1943 (première a New York) al cinema dalla United Artists.

## Promozione
Le tagline sono:
- "They've got dames on their knees as well as on their mind!".
- "She's in there pitching and the Flabush Tornado loves it!".
- "WOW! What A Show! says the Boys in the front row! Get a front seat at Sadie's Burlesque Show!".
- "The LAUGH Meter Is Clicking On A New Joy-Ride! Gags galore and girls who are gorgeous! Burlesque is back with a bang in this bang-up comedy comedy of the run-way that runs away with laugh honors!".